# GGD Fryslân
GGD Fryslân is de Gemeentelijke Gezondheidsdienst (GGD) voor de 18 gemeenten in de Nederlandse provincie Fryslân. Het doel van de GGD is het beschermen en bevorderen van de volksgezondheid in het werkgebied. GGD Fryslân is bestuurlijk onderdeel van de Veiligheidsregio Fryslân.   

## Werkzaamheden

##### Monitoring, signalering en advies
GGD Fryslân is verantwoordelijk voor het monitoren van de gezondheidstoestand van de inwoners in de provincie. Door het verzamelen en analyseren van gezondheidsdata kan de GGD signalen van opkomende gezondheidsproblemen oppikken en de betrokken partijen informeren. Daarnaast adviseert de GGD gemeenten en inwoners over effectieve maatregelen om de gezondheid te beschermen en te bevorderen. 
- Epidemiologie
- Beleidsadvisering
- Gezondheidsbevordering
- Medische milieukunde
- Academische werkplaats publieke gezondheid Noord-Nederland

##### Uitvoerende taken gezondheidsbescherming
GGD Fryslân heeft een breed scala aan uitvoerende taken op het gebied van gezondheidsbescherming. Het is zorg voor de GGD om de gezondheid van de bevolking te beschermen tegen bedreigingen zoals besmettelijke ziekten, schadelijke stoffen en andere gezondheidsrisico’s. 
- Jeugdgezondheidszorg (JGZ) 0-18 jaar
- Infectieziektebestrijding (IZB)
- Tuberculosebestrijding (TBC)
- Soa / Sense
- Reizigersvaccinaties
- Publieke gezondheidszorg asielzoekers (PGA)

##### Toezicht houden
GGD Fryslân houdt voor de Friese gemeenten toezicht op verschillende gezondheidsgerelateerde domeinen. 
- Inspecties kinderopvang
- Inspecties WMO
- Technische hygiënezorg

##### Bewaken van de publieke gezondheid bij rampen en crises
GGD Fryslân speelt een rol in het bewaken van de publieke gezondheid tijdens rampen en crises. De GGD is verantwoordelijk voor het coördineren van de gezondheidszorgaspecten bij noodsituaties, zoals het uitbreken van een pandemie of een milieuramp. Dit omvat zowel de preventieve voorbereiding op mogelijke crises als het bieden van directe ondersteuning tijdens en na een ramp. Het doel is om de impact van crises op de gezondheid van de bevolking zoveel mogelijk te beperken en een doeltreffende respons te waarborgen.
- Maatschappelijke crisisondersteuning
- Forensische geneeskunde